# Sarlat-la-Canéda
Sarlat-la-Canéda é uma comuna francesa na região administrativa da Nova Aquitânia, no departamento Dordonha. Estende-se por uma área de 47,19 km². Em 2010 a comuna tinha 9 201 habitantes (densidade: 195 hab./km²).